# Cyril Frederick Charles Coleman
Sir Cyril Frederick Charles Coleman, britanski general, * 1903, † 1974.